# سیارک ۵۶۲۰
سیارک ۵۶۲۰ (به انگلیسی: 5620 Jasonwheeler، نامگذاری:1990OA) پنج هزار و ششصد و بیستمین سیارک کشف شده‌است که در ۱۹ ژوئیه ۱۹۹۰ کشف شد.